# الشيطان المزدوج
الشيطان المزدوج هو فيلم سيرة ذاتية بلجيكي هولندي لعام 2011 من إخراج لي تاماهوري الذي كتبه مايكل توماس وبطولة دومينيك كوبر في الدور المزدوج لعدي صدام ولطيف يحيى. تم إصداره في 22 يناير 2011 في مهرجان صندانس السينمائي لعام 2011 وعرض في مسارح محدودة في 29 يوليو 2011 من قبل ليونزغيت إنترتاينمنت وهيريك للترفيه.

## القصة
في عام 1987 شخص يدعى لطيف يحيى (دومينيك كوبر) جندي عراقي يقاتل في الحرب الإيرانية العراقية يصبح فدائي (مزدوج الجسم أو شرك سياسي) لعدي صدام حسين (الذي لعبه أيضا كوبر) ابن الرئيس العراقي صدام حسين (فيليب كويست). ينتمي لطيف لعائلة من الطبقة العليا ودرس في المدرسة مع عدي حيث لاحظ الطلاب الآخرين التشابه الشديد بينهما. رفض لطيف في البداية المنصب ولكن تم سجنه وتعذيبه في نهاية المطاف وافق عندما تعرضت أسرته للتهديد. خضع لطيف لجراحة تجميلية بسيطة ليشابه عدي تماما وليتدرب على ممارساته التي تحاكي سلوكيات الشاب الشاب والشخصية المتقلبة. يتمتع بإمكانية الوصول إلى جميع المزايا الفخمة لثروة عدي بما في ذلك القصور الضخمة وخزانات الملابس المكلفة وسيارات الفيراري والعديد من السيارات الغريبة الأخرى. يحاول لطيف أن يقاوم أعمال عدي الباهظة والمسلية حيث أن في إحدى المواقف هرب من ملهى ليلي في سيارة فيراري لعدي لمحاولته رؤية أسرته التي تعتقد أنه توفي في الحرب. ومع ذلك تم القبض عليه من قبل حراس عدي الشخصيين وتعرض لعقوبة الجلد من قبل عدي. بعد ظهوره في مؤتمر مع عدد من القادة الكويتيين جرت محاولة للاعتداء على حياة عدي (لطيف) على ما يبدو من قبل عضو في جماعة معارضة للمتمردين ربما كردي. ومع ذلك فإن عدي الحقيقي أكثر اهتماما بالكويتيين الذين يعتقد أنهم كانوا يحفرون لسرقة النفط العراقي من حقل الرميلة. بدأت حرب الخليج الثانية مع عدي معلنا «عصر الشيوخ قد انتهى!»
يتم عرض اتجاهات عدي المتزايدة العنيفة والسادية عندما يختطف فتاة في المدرسة تبلغ من العمر 14 عاما ويجبرها على مرافقته إلى حفلة. في الحفلة التي أقيمت في عام 1988 احتفل عدي بسوزان مبارك زوجة الرئيس المصري حسني مبارك بينما أثار غضب الحارس الشخصي لأبيه كامل حنا ججو (محمد فردة). يعتقد عدي أن ججو يسر علاقة بين صدام وسميرة الشهبندر التي دمرت والدته ساجدة خيرالله طلفاح وتعبيرا أيضا عن الغيرة على الثقة التي يضعها والده في ججو. عندما ألقى ججو تعليقات ساخرة حول علاقته الجنسية تجاه ضحيته الصغيرة مما جعل عدي يمسك بسكين كهربائي وينحر ججو أمام جميع الضيوف. في صباح اليوم التالي قام حراس عدي الشخصيين بطرد فتاة شبه عارية التي تعرضت للضرب المبرح.
وبعد ذلك أرسل لطيف وهو يمثل شخصية عدي إلى البصرة لحشد التأييد بين جنود الحرس الجمهوري عندما سيطرت قوات التحالف على الحرب. في البصرة تعرض لمحاولة اعتداء أخرى على حياة لطيف. لقلق عدي الكبير فإن لطيف فقد جزء من إصبعه في الاعتداء وهو ما يعني أن يتم بتر جزء من إصبع عدي أيضا للحفاظ على تشابهها ولكن الأطباء استطاعوا إنقاذ إصبع لطيف. في وقت لاحق تواجه لطيف مع والد الفتاة التي قتلها عدي. ينجذب عدي إلى المحادثة ويثور غضبا من نداءات الرجل من أجل «العدالة» و«الرحمة». يأمر عدي لطيف بقتل الرجل ولكن لطيف يرفض وبدلا من ذلك شقع معصميه من أجل تسلية عدي. بعد عودة الوعي للطيف تواجه مع عدي في حفلة عيد ميلاده. تصاعدت المواجهة إلى تبادل لاطلاق النار وهرب لطيف في سيارة مرسيدس بنز دبليو 126 مع سراب عشيقة عدي (لوديفين ساجنر). هرب الاثنان إلى فاليتا ولكن سراب خوفا على ابنتها في العراق توسلت لعدي للحصول على فرصة للعودة دون التعرض للأذى. أرسل عدي قاتل مأجور لاغتيال لطيف ولكنه أخطئه. عرض عدي على لطيف فرصة العودة إلى العراق مهددا بقتل والده إذا رفض. والد لطيف شجعه على عدم العودة وقتل الأب.
ومع ذلك عاد لطيف إلى العراق ولكن ليس لإكمال دور الدوبلير لعدي بل ليقتله بمساعدة رجل قتلت عروسه بعد اغتصابها وضربها من قبل عدي في يوم زفافها. في تكرار لمحاولة الاعتداء على عدي التي قامت بها حركة 15 شعبان الإسلامية في عام 1996 فإن لطيف وشريكه عملا كمين لعدي بينما كان يحاول جذب الفتيات الصغيرات في سيارته بورش 911. أصابوه بجراح شديدة بما في ذلك تملص الأعضاء التناسلية بطلقة مباشرة. أحد الحراس الشخصيين لقوات عدي طاردوا لطيف أثناء مغادرته المكان. غير أن الحارس هو الذي ساعد لطيف في الفرار من القتل أثناء فراره من حفلة عيد ميلاد عدي قبل مغادرته البلاد وهو ما كرره مجددا.
ينتهي الفيلم بالقول بأنه من الصعب جدا العثور على لطيف بعد هذه الأحداث. (على الرغم من أنه يبدو بأنه يقيم في أيرلندا برفقة زوجته وطفليه). تعرض عدي للإعاقة بشكل دائم بعد هذا الهجوم حتى تم قتله من قبل القوات الأمريكية في عام 2003.

## الممثلون
- دومينيك كوبر: لطيف يحيى / عدي صدام حسين
- فيليب كويست: صدام حسين
- لوديفين ساجنر: سراب
- ميمون اوعيسى: علي
- رعد راوي: منعم
- ميم فيردا: كامل حنا ججو
- دار سليم: عزام التكريتي
- خالد ليث: ياسم الحلو
- بانو ماستي: سعيد كمونة
- ناصر ميمارزيا: والد لطيف
- تيزيانا أزوباردي: أخت لطيف
- أكين غازي: صليح
- أمريتا أكاريا: فتاة المدرسة
- أبنر فابرو: جندي

## الإنتاج
تم تصوير الفيلم في الأردن ومالطا.

## ردود الفعل الناقدة
الفيلم تلقى ردود فعل متباينة. الفيلم لديه تصنيف 52٪ على موقع روتن توميتوز على الرغم من الإشادة الحرجة فقد أعطي لدور دومينيك كوبر المزدوج. منح آي جي إن 3.5 من 5 حيث ذكر: «بالتأكيد منظور جديد لأحد أكثر الديكتاتوريين وحشية في الشرق الأوسط». كما أعطى موقع CinemaBlend.com الفيلم 3.5 من أصل خمسة حيث ذكر: «بينما يشعر الفيلم بعيوب عميقة فإن كوبر يستحق ثمن القبول». منحت مجلة روك ستار الأسبوعية الفيلم عرضا إيجابيا ذاكرة: «نرفع القبعات للمخرج لي تاماهوري (يموت في يوم آخر) لأخذ موضوع مثير للجدل وتحويله إلى فيلم ماهر». ومع ذلك أعطت صحيفة لوس أنجلوس تايمز الفيلم تقييما سلبيا ذاكرة: «قصة دوبلير عدي حسين عنيفة بلا هوادة». منح روجر إيبرت الفيلم ثلاثة من أصل أربعة نجوم وقال: «كل الثناء الواجب لدومينيك كوبر وكان ينبغي أن يكون أكثر من ذلك».